# Archeobotanika
Archeobotanika – nauka z pogranicza botaniki i archeologii, zaliczana jako dziedzina archeologii środowiskowej. Przedmiotem badań są szczątki roślinne znajdowane na stanowiskach archeologicznych. Pozwala na opisywanie w ujęciu historycznym związków pomiędzy roślinami a człowiekiem.
Wydobyte, udokumentowane i opracowane dane na temat szczątków roślinnych pozwalają naukowcom na interpretację, jaką rolę odgrywały dane rośliny w życiu człowieka znajdujące się w badanej próbie. Archeobotanika dostarcza cennych informacji na temat flory np. osad miejskich i ich najbliższego otoczenia, co pozwala odtworzyć kierunki przemieszczania i ewolucji gatunków uprawnych. Ponadto wyniki badań archeobotaników uzupełniają wiedzę w zakresie kultury materialnej i duchowej badanych stanowisk. W badaniach archeobotanicznych stosuje się nie tylko wiedzę z zakresu anatomii i taksonomii roślin, ale także wykorzystywane są badania biochemiczne i genetyczne.

## Rozwój
Archeobotanika rozwija się dynamicznie od XIX w. Materiałem służącym do badań są szczątki roślinne zwane subfosylnymi wypłukiwane z prób zebranych na stanowiskach archeologicznych. Mogą to być m.in. nasiona, owoce, drewno, kłącza, fragmenty liści, ziarna pyłku. Analizie podlegają także szczątki spalone (tym m.in. zajmuje się antrakologia), wysycone solami metali (np. fosforanem wapnia), wysuszone, a także stanowiące odciski na ceramice i polepie.